# Каатинга гвіанська
Каати́нга гвіа́нська (Herpsilochmus stictocephalus) — вид горобцеподібних птахів родини сорокушових (Thamnophilidae). Мешкає в Південній Америці.

## Опис
Довжина птаха становить 11,4—12 см, вага 9,6 г. Верхня частина тіла сіра, між крил біла пляма, нижня частина тіла білувата або сіра. Крила чорні з білими смужками, хвіст чорний, пера на хвості з білими кінчиками, на нижніх покривних перах білі плямки. На лобі білі смужки, над очима чорні «брови», за очима білі плями. У самця тім'я повністю чорне, у самиці чорне з білими плямками.

## Поширення й екологія
Гвіанські каатанги поширені на Гвіанському нагір'ї. Вони мешкають на сході Венесуели (штат Болівар на схід від річки Кароні), в Гаяні, Французькій Гвіані, Суринамі та на північному сході бразильської Амазонії (на північ від Амазонки в штаті Рорайма, на півночі штатів Пара і Амапа). Гвіанські каатинги живуть у кронах і середньому ярусі вологих тропічних лісів на висоті до 300 м над рівнем моря.